# Liste der denkmalgeschützten Objekte in Křižany
Grundlage dieser Liste der denkmalgeschützten Objekte in Křižany ist die ÚSKP-Liste (Ústřední seznam kulturních památek České republiky, deutsch Zentrale Liste der Kulturdenkmäler der Tschechischen Republik), die von der tschechischen Denkmalschutzbehörde NPÚ (Národní památkový ústav, deutsch Nationale Denkmalbehörde) seit 1987 geführt wird und an die seit dem Jahr 1850 geschaffenen Listen anschließt.

## Denkmalgeschützte Objekte in Křižany nach Ortsteilen

### Křižany(Kriesdorf)
| Lage                                                                                 | Objekt                              | Beschreibung                                          | ÚSKP-Nr.                  | Bild           |
| ------------------------------------------------------------------------------------ | ----------------------------------- | ----------------------------------------------------- | ------------------------- | -------------- |
| Křižany 90, im östl. Ortsteil, südl. der Durchgangsstraße (Standort)                 | Haus Nr. 90                         | Bauernhaus                                            | 10005/5-5610 Info Katalog | weitere Bilder |
| Křižany, beim Haus U Šupolů Nr. 245, westl. der Kirche des hl. Maximilian (Standort) | Kruzifix                            | Kruzifix                                              | 11390/5-5773 Info Katalog | Kruzifix       |
| Křižany 136, an der Nordseite der Durchgangsstraße (Standort)                        | Ehem. Schule                        | Ehem. Schule                                          | 11489/5-5787 Info Katalog | weitere Bilder |
| Křižany, gegenüber von Haus Nr. 47 (Standort)                                        | Kruzifix                            | Kruzifix                                              | 20599/5-4369 Info Katalog | weitere Bilder |
| Křižany 235, im westl. Ortsteil, bei der Kirche (Standort)                           | Pfarrhaus                           | Pfarrhaus                                             | 17889/5-4366 Info Katalog | weitere Bilder |
| Křižany, östl der Kirche des hl. Maximilian (Standort)                               | Nischenkapelle                      | Nischenkapelle                                        | 36743/5-4367 Info Katalog | weitere Bilder |
| Křižany (Standort)                                                                   | Statue des hl. Josef                | Statue des hl. Josef                                  | 52370/5-4370 Info Katalog | weitere Bilder |
| Křižany, an der Westseite der Kirche (Standort)                                      | Statue des hl. Johannes von Nepomuk | Statue des hl. Johannes von Nepomuk, 2014 restauriert | 43800/5-4368 Info Katalog | weitere Bilder |
| Křižany, westl. Ortsteil, südl. der Durchgangsstraße (Standort)                      | Kirche des hl. Maximilian           | Kirche des hl. Maximilian                             | 39093/5-4365 Info Katalog | weitere Bilder |

### Žibřidice (Seifersdorf)
| Lage                                                              | Objekt                         | Beschreibung | ÚSKP-Nr.                  | Bild           |
| ----------------------------------------------------------------- | ------------------------------ | --- | ------------------------- | -------------- |
| Žibřidice, vrch u Janovic (Standort)                              | Kruzifix                       | Kruzifix, sogen. Dietrich-Kreuz unter dem Hagelsberg („Himmlischer Hügel“), südl. der Straße nach Janovice in Podještědí. | 10766/5-5635 Info Katalog | weitere Bilder |
| Žibřidice, trať U Pažoutů, bei Nr. 85 (Standort)                  | Kruzifix                       | Kruzifix | 10767/5-5634 Info Katalog | weitere Bilder |
| Žibřidice, trať Pod Stříbrníkem (Standort)                        | Kreuz                          | Kreuz | 10768/5-5636 Info Katalog | weitere Bilder |
| Žibřidice 36 (Standort)                                           | Haus Nr. 36                    | Bauernhaus | 11462/5-5605 Info Katalog | Haus Nr. 36    |
| Žibřidice, an der Westseite des neuen Friedhofs (Standort)        | Grabmal der Rosina Richter     | Grabmal der Rosina Richter († 1894)                                                                                       | 11834/5-5819 Info Katalog | weitere Bilder |
| Žibřidice, Friedhof (Standort)                                    | Zentrales Friedhofskreuz       | Zentrales Friedhofskreuz                                                                                                  | 11816/5-5799 Info Katalog | weitere Bilder |
| Žibřidice (Standort)                                              | Kirche der hl. Simon und Judas | Kirche der hl. Simon und Judas                                                                                            | 19180/5-4517 Info Katalog | weitere Bilder |
| Žibřidice, im östl. Ortsteil, südöstl. vom Haus Nr. 98 (Standort) | Kapelle                        | Kapelle | 34916/5-4516 Info Katalog | Kapelle        |